# Gouvernement Halina II
Ve République
Halina I 
Le gouvernement Halina II est le gouvernement de la république du Tchad depuis le 6 février 2025.

## Historique
Le 4 février 2025, après la mise en place de la nouvelle législature de l'Assemblée nationale, Allamaye Halina présente sa démission et celle de son gouvernement. Il est reconduit le même jour.

## Composition
- Par rapport au gouvernement Halina I, les nouveaux ministres sont indiqués en gras, ceux ayant changé d'attributions en italique. La composition est la suivante[1] :

| Portefeuille | Nom | Nom                                                                                       | Parti     |
| --- | --- | ----------------------------------------------------------------------------------------- | --------- |
| Premier ministre |     | Allamaye Halina                                                                           | MPS       |
| Ministre d’État Ministre des Affaires étrangères, de l’Intégration africaine et des Tchadiens de l’étranger                     |     | Abdoulaye Sabre Fadoul                                                                    |           |
| Ministre d'État Ministre de l'Administration du territoire et de la Décentralisation                                            |     | Limane Mahamat                                                                            | MPS       |
| Ministre d’État Ministre de l’Enseignement supérieur, de la Recherche scientifique et de la Formation professionnelle           |     | Tom Erdimi                                                                                |           |
| Ministre d’État Ministre des Finances, du Budget, de l’Économie, du Plan et de la Coopération internationale                    |     | Tahir Hamid Nguilin                                                                       | MPS       |
| Ministre d’État Ministre de la Femme et de l'Enfance                                                                            |     | Amina Priscille Longoh jusqu'en juillet 2025 Kitoko Gata Ngoulou à partir de juillet 2025 |           |
| Ministre de la Justice, garde des sceaux, chargé des droits humains                                                             |     | Youssouf Tom                                                                              |           |
| Ministre de l’Éducation nationale, du Bilinguisme et de la Promotion civique                                                    |     | Aboubakar Assidick Tchoroma                                                               | MPS       |
| Ministre de la Santé publique et de la Prévention                                                                               |     | Abdelmadjid Abderahim                                                                     |           |
| Ministre de l’Eau et de l’Énergie                                                                                               |     | Passalet Kanabé Marcelin                                                                  | UNDR      |
| Ministre de l’Action sociale, de la Solidarité et des Affaires humanitaires                                                     |     | Zara Mahamat Issa                                                                         |           |
| Ministre des Armées, des Anciens combattants et des Victimes de guerre                                                          |     | Issakha Malloua Djamous                                                                   |           |
| Ministre de la Sécurité publique et de l’Immigration                                                                            |     | Ali Ahmat Aghbach                                                                         |           |
| Ministre des Infrastructures, du Désenclavement et de l'Entretien routier                                                       |     | Amir Idriss Kourda                                                                        |           |
| Ministre des Mines, du Pétrole et de la Géologie                                                                                |     | Ndolenodji Alix Naimbaï                                                                   | ARD       |
| Ministre de l’Aménagement du territoire et de l’Urbanisme                                                                       |     | Assileck Mahamat Halata                                                                   | UFDD      |
| Ministre de la Fonction publique et de la Concertation sociale                                                                  |     | Abdoulaye Mbodou Mbami                                                                    | ARD       |
| Ministre des Communications, de l’Économie numérique et de la Digitalisation                                                    |     | Boukar Michel                                                                             | VIVA RNDP |
| Ministre des Transports, de l’Aviation civile et de la Météorologie nationale                                                   |     | Fatime Goukouni Weddeye                                                                   | MPS       |
| Ministre de l’Élevage et de la Production animale                                                                               |     | Abderahim Awad Ateïb                                                                      |           |
| Ministre de la Production et de l’Industrialisation agricole                                                                    |     | Kedha Balla                                                                               |           |
| Ministre du Commerce et de l’Industrie                                                                                          |     | Guibolo Fanga Mathieu                                                                     |           |
| Ministre de l’Environnement, de la Pêche et du Développement Durable                                                            |     | Hassan Bakhit Djamous                                                                     | MPS       |
| Ministre du développement touristique, de la Culture et de l’Artisanat                                                          |     | Abakar Rozzi Teguil                                                                       | MPS       |
| Ministre de la Jeunesse et des Sports                                                                                           |     | Maïdé Hamid Lony                                                                          | MPS       |
| Ministre porte-parole du gouvernement                                                                                           |     | Gassim Cherif                                                                             | RPC       |
| Ministre secrétaire général du gouvernement, chargé de la promotion du bilinguisme, des relations avec les grandes institutions |     | Ramatou Mahamat Outouin                                                                   | MPS       |
| Ministre délégué auprès du ministre des Affaires étrangères, de l’Intégration africaine et des Tchadiens de l’étranger          |     | Fatime Aldjine Garfa                                                                      | MPS       |
| Ministre délégué auprès du ministre de l'Administration du territoire, chargé de la décentralisation                            |     | Ahmat Oumar Ahmat                                                                         |           |
| Secrétaire d'État à l'Enseignement supérieur, à la Recherche scientifique et à la Formation professionnelle                     |     | Colette Gabéré                                                                            |           |
| Ministre délégué auprès du ministre des Finances, chargé de l'Économie, du Plan et de la Coopération internationale             |     | Fatimé Haram Acyl                                                                         | MPS       |
| Secrétaire d'État aux Finances et au Budget                                                                                     |     | Ali Djadda Kampard                                                                        | RDP       |
| Secrétaire d'État au ministère de la Justice et des Droits de l'Homme                                                           |     | Aminatou Bello                                                                            |           |
| Secrétaire d'État à l'Éducation nationale, au Bilinguisme et à la Promotion civique                                             |     | Ahmat Youssouf Tahir                                                                      | MPS       |
| Secrétaire d'État à la Santé publique et à la Prévention                                                                        |     | Mbaïnedji Netandji Françine                                                               |           |
| Secrétaire d'État au ministère des Infrastructures, chargé de l'entretien routier                                               |     | Haoua Abdelkerim Ahmadaye                                                                 |           |
| Secrétaire d'État au ministère du Pétrole, chargé des mines et de la géologie                                                   |     | Khadidja Hassana Abdoulaye                                                                |           |
| Secrétaire général adjoint du gouvernement                                                                                      |     | Saleh Bourma                                                                              |           |